# 大美洲主題公園
大美洲主題公園 (Great America) 是一個位於加州聖塔克拉拉的主題公園，是舊金山灣區四個主要的主題公園之一，其他三個分別是北灣的六旗探索王國、聖塔克魯茲的圣塔克鲁兹海滨木板路乐园和南灣Gilroy的基爾羅花園。

## 歷史
大美洲主題公園最早由一名飯店業者Marriott，在1976年開幕。1985年大美洲主題公園被聖塔克拉拉市政府所購得。1993年派拉蒙公司購得了這個主題公園。
2006年6月30日，Cedar Fair娛樂公司宣布購得了派拉蒙主題公園公司，其中包括了大美洲主題公園。

## 遊樂園

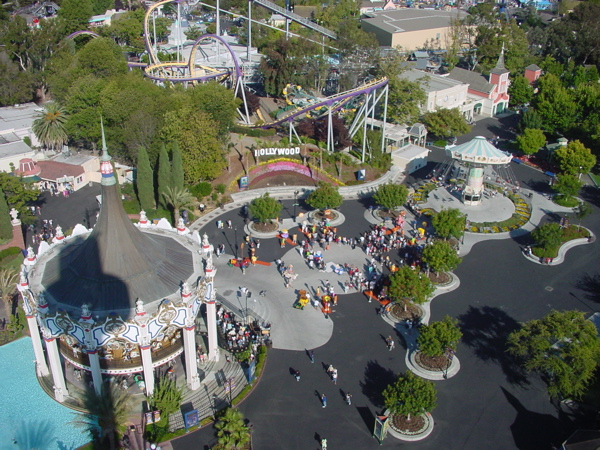
大美洲主題公園空照景觀

### Hollywood Plaza
- 遊樂設施
  - Vortex：站式雲霄飛車。北加州最早的站式雲霄飛車。
  - Carousel Columbia：雙層旋轉木馬。和六旗大美洲主題公園的旋轉木馬同為世界最高的旋轉木馬。
  - Whitewater Falls：突降式滑梯水道。
  - Celebration Swings：旋轉式遊樂設施。

### Orleans Place
- 遊樂設施
  - Top Gun：北加州最長的懸吊式雲霄飛車。

### All America Corners
- 遊樂設施
  - The Orbit：旋轉式遊樂設施。
  - H.M.B. Endeavor：360度旋轉海盜船。
  - Flying Eagles：旋轉式遊樂設施。
  - Delirium：旋轉式遊樂設施。
  - Logger's Run：突降式滑梯水道。
  - Rip Roaring Rapids：急流泛舟。

### Action Zone
- 遊樂設施
  - Drop Zone：自由落體塔。
  - Survivor: The Ride!：大旋轉平台雲霄飛車(Disk-O)。
  - Grizzly：木製雲霄飛車, 1986年開始啟用。
  - Centrifuge：旋轉式遊樂設施。
  - Psycho Mouse：野鼠飛車。

### County Fair
- 遊樂設施

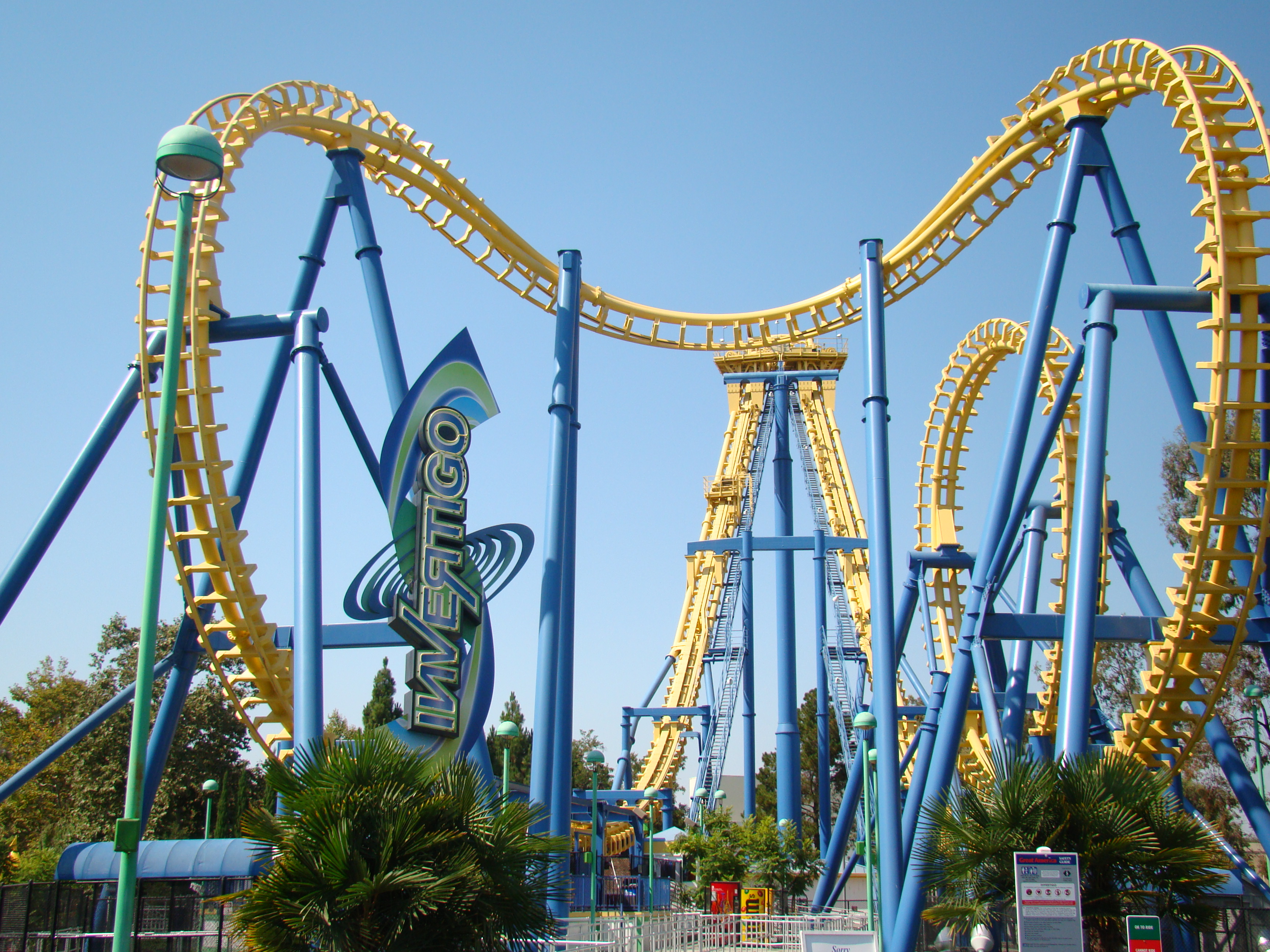
Invertigo

  - Demon：由Arrow Dynamics所建造，公園最早的雲霄飛車，和公園同時在1976年開始啟用，原名叫 Turn of the Century。
  - Invertigo：往返式雲霄飛車。北加州最早的"面對面"雲霄飛車。
  - Berserker：旋轉式遊樂設施。
  - Barney Oldfield：碰碰車。

## 事故意外
- 1980年3月29日，一名14歲男孩在乘坐 Willard's Whizzer (現已拆除)由於後方列車碰撞死亡，另有8人受傷。
- 1989年，2名男孩在乘坐Loggers' Run ride時，故意跳下，一人死亡，另一人摔落在平台上。
- 1998年9月7日，一名看不懂英文的男子 Hector Villegas Mendoza，在搭乘 Top Gun 後，為了撿拾帽子，進入有柵欄圍住、鎖住、且有英文標示"禁止進入"的區域，結果被搭乘 Top Gun 的乘客的腳打死。該名乘客的腳則骨折。
- 1999年8月，一名12歲智能障礙男孩 Joshua Smurphat，在搭乘自由落體塔 Drop Zone Stunt Tower時，沒有繫安全設備而從塔上摔死。
- 2007年7月12日，一名4歲男孩 Carlos Alexnoro Flores，在Great Barrier Reef的人造海浪池中溺死。

## 外部連結
- 官方網站
- 衛星空照圖